# Sheikh Muszaphar Shukor
Sheikh Muszaphar Shukor (Kuala Lumpur, 27 luglio 1972) è un ex astronauta malaysiano.
Sheikh Muszaphar si è diplomato in medicina alla Kasturba presso Manipal (India) ed è specializzato in ortopedia, nel 1998 ha lavorato all'ospedale di Seremban, nel 1999 in quello di Kuala Lumpur e nel 2000 e 2001 in quello di Selayang. È inoltre un modello apparso su varie pubblicità.
All'inizio del 2006 è stato fra i quattro finalisti per essere il primo malaysiano ad andare nello spazio. Dopo aver completato l'addestramento alla Città delle stelle (Russia) è stato inserito nell'equipaggio della Sojuz TMA-11 che nell'ottobre 2007 è partito alla volta della Stazione spaziale internazionale ed è rientrato con la Sojuz TMA-10. La sua riserva, in questa missione, era Faiz Khaleed.